# モデュロール

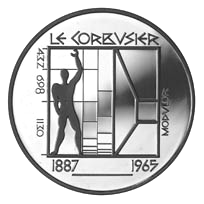
「モデュロール」が刻印されたコルビュジエ生誕100年記念硬貨（スイス・1987年）

モデュロール(Modulor)とは、フランスの建築家ル・コルビュジエが、人体の寸法と黄金比から作った建造物の基準寸法の数列である。Modulorは、フランス語のmodule（モジュール・寸法）とSection d'or（黄金分割）から作ったル・コルビュジエによる造語である。

## 概要
ル・コルビュジエは、古代ローマのウィトルウィウス、レオナルド・ダ・ヴィンチの「人体図」(Vitruvian man)、レオン・バッティスタ・アルベルティの仕事などから人体における数学的な比率を見出だし、それを建造物の機能の向上のために利用した。モデュロールは、人体の寸法およびフィボナッチ数列、黄金比に基づく。基本的には、人が立って片手を挙げた時の指先までの高さ（「ヨーロッパ型」の場合226cmとされる）を黄金比で割り込んで行く、という方式である。
ル・コルビュジエはモデュロールのことを「建築や、その他の機械の設計に普遍的に適用できる、人体の寸法に合わせて調和した寸法の範囲」と評している。
ル・コルビュジエは実際にモデュロールを用いて数々の設計をした。ロンシャンの礼拝堂の窓配置、ラ・トゥーレット修道院におけるブリーズ･ソレイユなどのプロポーショナル・レイアウトがその応用例として挙げられる。また、世界中の建築家にも大きな影響を与え、日本でも、丹下健三が日本版のモデュロールを作成している。

## その他
美術を取りあげるTV番組『美の巨人たち』で、毎回切り替わる案内人的キャラクターの一つとして、全身黒タイツ姿の「モデュロール兄弟」という2人組が建築物を扱う回でしばしば登場する。